# Trimerotropis titusi
Trimerotropis titusi es una especie de saltamontes perteneciente a la familia Acrididae. Se encuentra en Norteamérica,  siendo endémico de la zona de Santa Bárbara hasta los condados de Monterrey del estado de California en los Estados Unidos.